# Mason & Dixon

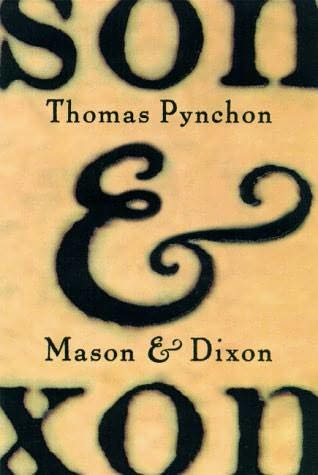
Buchcover von Mason & Dixon, 1997

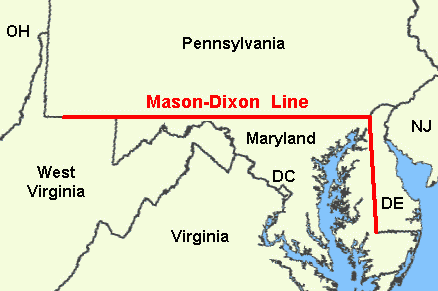
Die Mason-Dixon-Linie zwischen Pennsylvania und Maryland

Mason & Dixon ist ein 1997 erschienener historischer Roman des amerikanischen Autors Thomas Pynchon, dessen zentrales Thema die Ziehung der Mason-Dixon-Linie, der Grenzlinie zwischen Pennsylvania und Maryland, durch die britischen Landvermesser Charles Mason und Jeremiah Dixon in den Jahren 1763 bis 1767 ist. Während der größte Teil des Romans die Arbeit der beiden Hauptfiguren in Amerika verfolgt, sind kürzere Episoden auch in Großbritannien, St. Helena, der Kapkolonie und auf dem Atlantischen Ozean angesiedelt. Mason & Dixon war Pynchons fünfter Roman und wird, wie alle seine Werke, in der postmodernen Literatur verortet. Der Roman fand bei seinem Erscheinen ein breites Echo vor allem in der amerikanischen Presse, gewann jedoch, im Gegensatz zu den meisten anderen Werken von Pynchon, keine Literaturpreise. Die deutsche Übersetzung von Nikolaus Stingl erschien 1999 und wurde 2007 mit dem Paul-Celan-Preis ausgezeichnet.

## Handlung

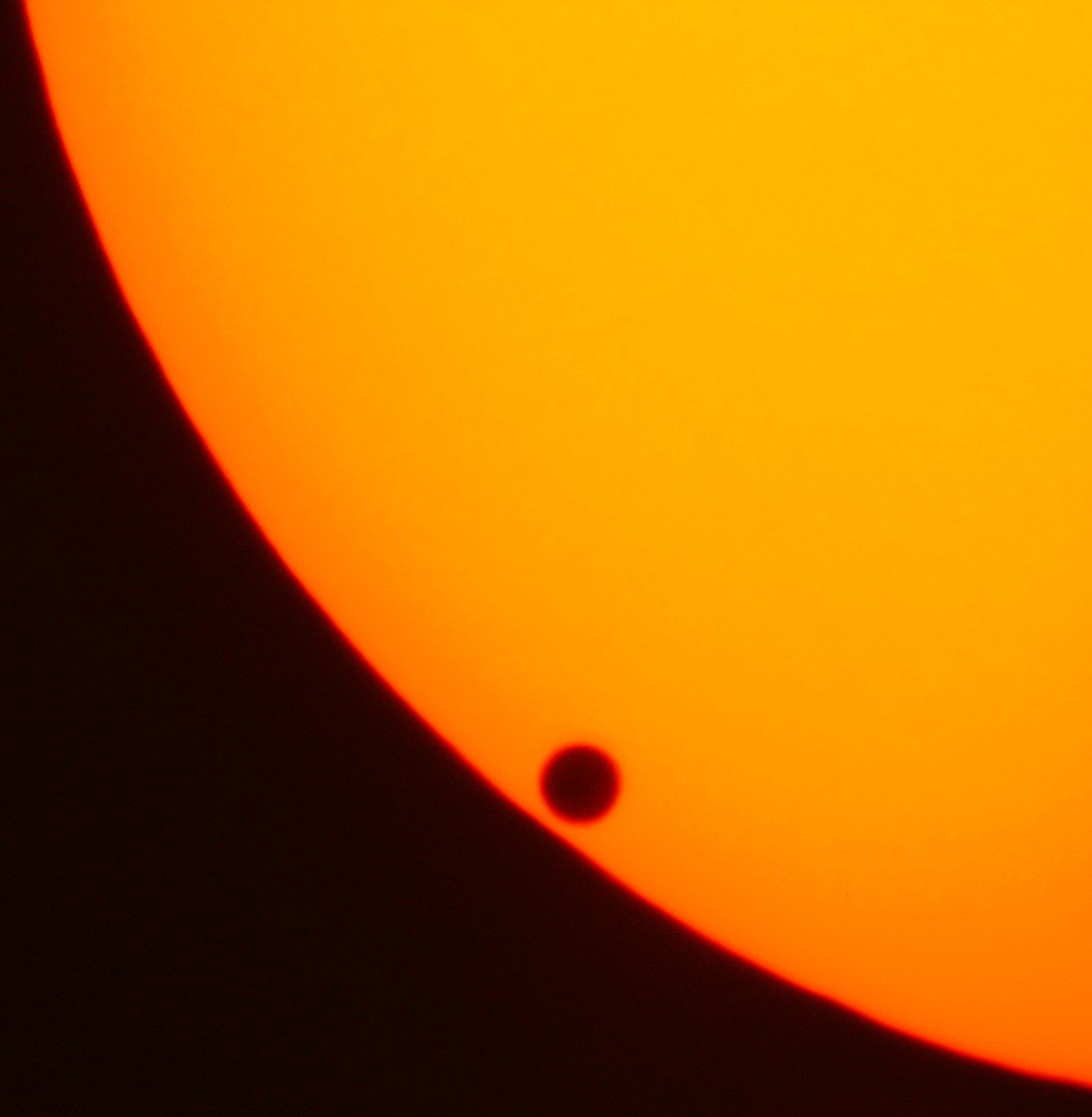
Ein Venustransit: die Venus schiebt sich zwischen Erde und Sonne

Mason & Dixon ist in drei unterschiedlich lange Episoden aufgeteilt, die sich wiederum in insgesamt 78 Kapitel untergliedern.
Der erste Teil, Latitudes and Departures (dt.: Längengrade und Aufbrüche), behandelt hauptsächlich Masons und Dixons Reise in die Kapkolonie in Südafrika zur Beobachtung eines Venustransits – eines Durchgangs der Venus vor der Sonne im Jahr 1761. Diese Reise ist das erste gemeinsame Projekt der beiden. Am Kap der Guten Hoffnung finden sie Unterkunft bei der niederländischen Familie Vroom – und werden erstmals mit der Sklaverei konfrontiert, die im weiteren Verlauf des Buches einen wichtigen Stellenwert einnimmt. Im Oktober des gleichen Jahres reisen sie weiter nach St. Helena, wo sie Nevil Maskelyne begegnen, einem Mitglied der Royal Society und späterem britischen Hofastronomen. Bei der Rückkehr nach England nehmen Mason und Dixon einen Auftrag von Grundbesitzern aus Maryland und Pennsylvania an, die Grenze zwischen diesen beiden Kolonien exakt zu vermessen.
Der zweite und bei weitem längste Abschnitt des Romans, America, beschreibt ihren Aufenthalt in Amerika und die Vermessung ebendieser Grenze zwischen 1763 und 1768. Mason und Dixon sind dort mit vielen Helfern unterwegs – Landvermesser, Hilfskräfte, Waldarbeiter und kuriose Gestalten, die sich ihnen im Laufe der Reise anschließen. Auch Wicks Cherrycoke, der Erzähler des Romans, ist einer ihrer Begleiter. In Amerika erlangen Mason und Dixon nach und nach eine große Popularität, die zu Begegnungen mit zeitgenössischen Größen wie Benjamin Franklin oder George Washington führt. Das Ziel ist es, eine geometrisch völlig gerade Linie zwischen den beiden Kolonien zu ziehen, die sich über geografische Gegebenheiten hinwegsetzt – in Wälder, die auf ihrem Weg liegen, werden Schneisen geschlagen, in einem Fall wird sogar ein Wohnhaus durch die Linie zerteilt. Masons und Dixons langsames Voranschreiten in Richtung Westen wird in der Erzählung immer wieder durch verschiedene Einschübe unterbrochen. Menschen, denen sie begegnen, erzählen ihre Geschichten, Begleiter aus verschiedenen Kulturkreisen erzählen Legenden, und immer wieder gibt es lange Dialoge zwischen den beiden Hauptfiguren, in denen sie Betrachtung zur gesellschaftlichen Situation des Amerika kurz vor dem Unabhängigkeitskrieg anstellen. Immer wieder wird Mason vom Geist seiner verstorbenen ersten Frau Rebekah besucht, die über seine Taten reflektiert. Zunehmend hinterfragen Mason und Dixon ihre eigene Tätigkeit, während sie Zeugen von Sklaverei, Unterdrückung und Massakern an der indianischen Urbevölkerung werden, die mehr oder weniger direkt mit der Ziehung ihrer Linie zusammenhängen. Obwohl sie sich selbst über die Gründe dafür schließlich nicht mehr im Klaren sind, bringen sie das Unterfangen aber dennoch zu Ende.
Der dritte und letzte Teil, Last Transit, (dt.: Letzter Durchgang) behandelt die Ereignisse zwischen der Rückkehr der beiden Protagonisten nach England im Jahre 1768 und Masons Tod sowie der Emigration seiner Kinder nach Amerika. 1769 beobachten Mason und Dixon noch einmal einen Venustransit, diesmal unabhängig voneinander. Ein wichtiges Ereignis gegen Ende des Romans ist Dixons Besuch im Inneren der hohlen Erde, eine Art Unterweltfahrt. Die Hohlwelttheorie steht stellvertretend für wissenschaftliche Theorien, die mit dem Umsichgreifen des Rationalismus zunehmend keinen Platz mehr im menschlichen Weltbild haben. Die Bewohner des Erdinneren machen Dixon auf die Problematik dieses Phantasieverlustes im Rahmen der Aufklärung aufmerksam. Nach Dixons Tod 1779 beginnt Mason, ein besseres Verhältnis zu seiner Familie und vor allem seinen Kindern aufzubauen. Rebekahs Geist erscheint ihm nicht mehr. Der Roman endet mit dem Entschluss von Masons Kindern, nach Amerika zu gehen und dort zu leben – sie kennen die Neue Welt nur aus den Erzählungen ihres Vaters und haben von ihr das Bild eines Gelobten Landes.

## Stoffe und Motive

### Die Grenzlinie
Die Mason-Dixon-Linie als Grenzlinie erfüllt wichtige Funktionen in drei verschiedenen Richtungen. In Ost-West-Richtung spiegelt sie den Verlauf der Besiedelung Nordamerikas und der kartografischen Erschließung unbekannter Gebiete; in Nord-Süd-Richtung führt sie zu einer Teilung des Landes, die schließlich im 19. Jahrhundert im Sezessionskrieg kulminierte; ihre Vermessung mit astronomischen Methoden kann außerdem als eine Verbindung zwischen Himmel und Erde angesehen werden, die sich auch in der Figurenkonstellation mit dem Astronomen Charles Mason und dem Landvermesser Jeremiah Dixon spiegelt. Die perfekte gerade Linie, die sich nicht nach örtlichen Gegebenheiten richtet, wird im Roman regelmäßig mit dem Vormarsch des Rationalismus und der Aufklärung assoziiert und meist stark von natürlichen Phänomenen abgegrenzt. Nur an sehr wenigen Stellen innerhalb von Mason & Dixon treten gerade Linien als nicht menschengemachte Phänomene auf (etwa im Zusammenhang mit Blitzeinschlägen); sie werden dann stets von ihren Beobachtern als bedrohlich empfunden und in religiöse und metaphysische Zusammenhänge gestellt. All diesen Linien gemeinsam ist ihre Wahrnehmung als Anomalie.
In ihrer Eigenschaft als Trennlinie zwischen den späteren Nord- und Südstaaten spiegelt die Mason-Dixon-Linie auch politische Machtstrukturen. Nördlich und südlich der Linie gelten unterschiedliche Gesetze, deren Geltungsbereiche erst durch die Arbeit der Protagonisten eindeutig festgelegt werden. Das zentrale Beispiel hierfür ist die Sklaverei. Mason und Dixon sind sich dieser Dimension der Linie anfangs nicht bewusst. Als sie die Problematik im Laufe der Zeit erkennen, gelingt es ihnen dennoch nicht, die zu Grunde liegenden Machtstrukturen zu durchschauen. Im Gefühl, instrumentalisiert zu werden, hinterfragen sie zunehmend ihre Tätigkeit und suchen für sich selbst nach Begründungen und Rechtfertigungen für ihre Arbeit. Alle denkbaren Gründe werden dabei mit der Zeit ausgeschlossen, selbst die finanzielle Motivation. Am Ende dieses Entwicklungsprozesses der Figuren steht keine andere Erkenntnis als die, dass sie als Landvermesser deswegen Linien ziehen, weil sie eben Landvermesser sind.

### Kolonialismus und Sklaverei
Kolonialismus und Sklaverei sind Themen, die auf verschiedene Weise im Roman behandelt werden. Teils werden Mason und Dixon direkt mit diesen Phänomenen konfrontiert, wie etwa bei ihrem Aufenthalt in der Kapkolonie; teils tauchen ihre Produkte, oftmals Konsumgüter, nebenbei im Handlungsgefüge auf und werden von den Figuren nicht weiter reflektiert.

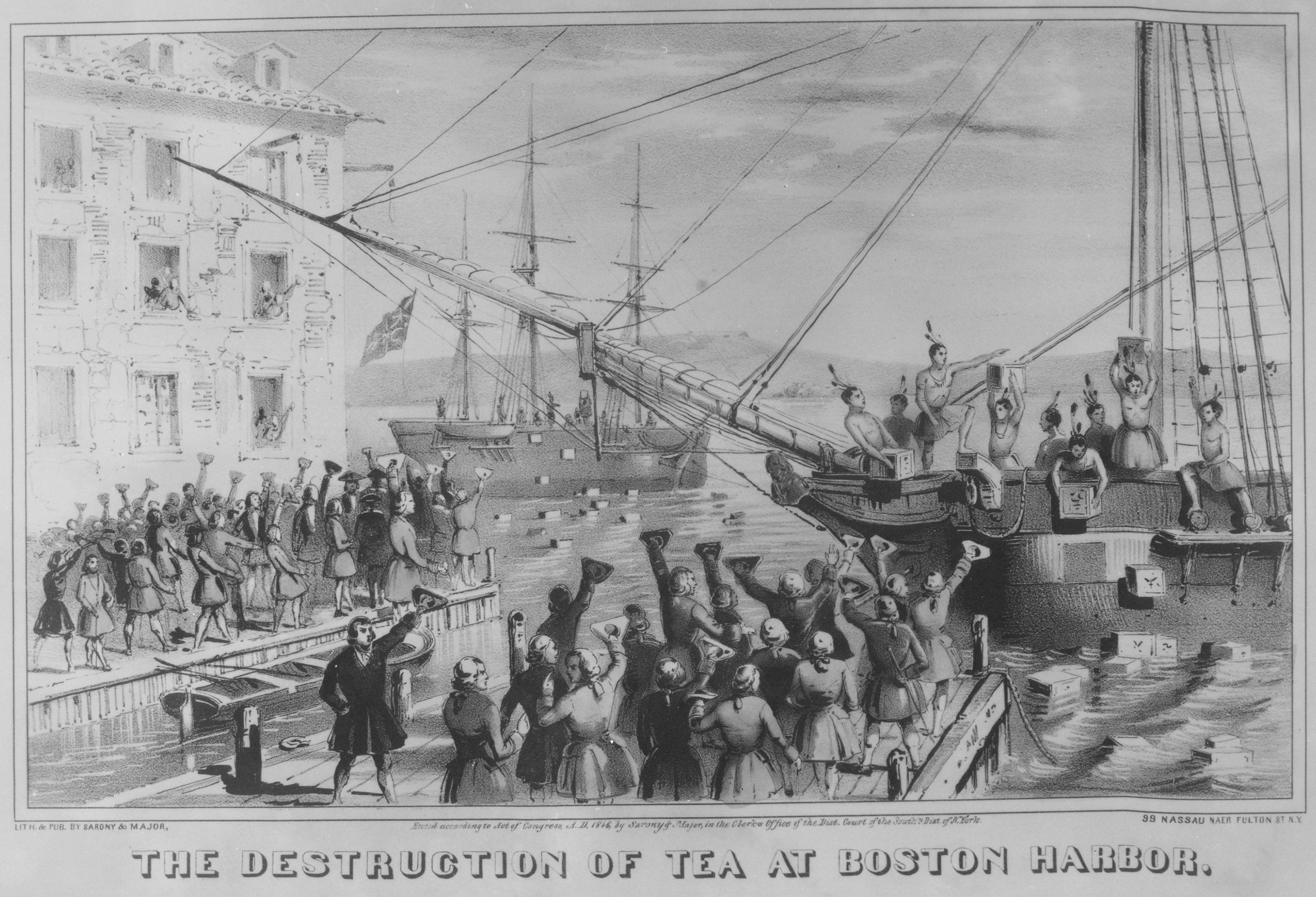
Die Boston Tea Party (1773): Aus Protest gegen die britische Steuerpolitik werfen als Indianer verkleidete Amerikaner importierten Tee ins Hafenbecken von Boston

Die Stadt Philadelphia als erster Anlaufpunkt von Mason und Dixon in Amerika spielt in diesem Zusammenhang eine besondere Rolle. Zum einen ist sie zum Zeitpunkt der Ankunft der Protagonisten selbst noch Teil einer britischen Kolonie, die nach Unabhängigkeit strebt, zum anderen profitiert sie stark von ebendiesem Kolonialismus: In Mason & Dixon wird sie als Metropole voller Coffeeshops und Kolonialwarenläden dargestellt, die von Konsum und Handel geprägt ist. Unter anderem von Benjamin Franklin werden Mason und Dixon in diese Welt eingeführt.
Verschiedene Nahrungsmittel kolonialen Ursprungs erscheinen immer wieder im Laufe des Romans. Am auffälligsten ist dabei das häufige Auftauchen von Kaffee, der in besonderem Maße eine politische Rolle spielt: Er ersetzte im Amerika des 18. Jahrhunderts zunehmend den Tee, einerseits als symbolische Emanzipation von der britischen Kolonialmacht, andererseits aus Kostengründen wegen der hohen britischen Steuern auf Tee. Im Roman wird Mason, der größeren Wert auf seinen sozialen Status in England legt, als Teetrinker dargestellt, während Dixon, der sich eher dem amerikanischen Konsumverhalten anpasst, Kaffeetrinker ist. Obwohl beide Protagonisten Gegner der Sklaverei sind, wird ihnen die Problematik der Kaffeeernte durch Sklaven nicht bewusst.
Gegen Ende der Romanhandlung unternimmt Jeremiah Dixon eine plakative Aktion, die auch historisch überliefert ist: auf einem Sklavenmarkt entreißt er einem Händler die Peitsche, mit der dieser einen Sklaven schlägt, und schlägt den Händler selbst. Dies stellt aber einen eher hilflosen symbolischen Akt dar: Zu einem tieferen Verständnis der Machtverhältnisse kommt Dixon nicht.

### Geschichte und Fiktion
Ein immer wiederkehrendes Thema ist das Wesen der Geschichte und ihre Unterscheidung von Fiktion. Vor allem in der Rahmenerzählung um Reverend Wicks Cherrycoke wird dieser Gegensatz von verschiedenen Figuren oft direkt und kontrovers diskutiert, was dem gesamten Roman ein starkes metafiktionales Element verleiht. Cherrycoke selbst vertritt dabei die Auffassung, dass eine eindeutige Trennung von Geschichte und Fiktion nicht möglich sei. Er sieht es als eine Aufgabe der Historiker an, nach Fakten zu forschen, jedoch ebenso als ihre Pflicht, die „Wahrheit“ zu verschweigen; Geschichte könne, ebenso wie Fiktion, immer nur in Erzählungen vermittelt werden, die wiederum den Interessen des Erzählenden unterworfen seien. Dadurch werde die Erzählung von Geschichte per se zu einem politischen Akt und sei in den Händen der Dichter besser aufgehoben als in denen der Machthaber. Einen logischen, linearen Verlauf von Geschichte gibt es für Cherrycoke nicht; vielmehr besteht sie aus einer Vielzahl paralleler und miteinander verwobener Stränge, die nicht in ein übergeordnetes Konzept gefasst werden können.
Andere Charaktere vertreten hingegen eine strikte Trennung zwischen Fakt und Fiktion, wobei Platons Betrachtung des Dichters als Lügner eine zentrale Rolle zukommt. Hierbei muss der historische Hintergrund von Mason & Dixon im Auge behalten werden; der Roman ist in einer Epoche angesiedelt, in der der Aufstieg des Romans zur führenden literarischen Gattung erfolgte und große Diskussionen über den Stellenwert von Fiktion auslöste. In der Verfälschung historischer Fakten und dem Darstellen falscher Vorbilder wurde ein großes jugendgefährdendes Potential gesehen. Im Roman wird diese Position von Ives LeSpark vertreten, der die Lektüre seiner Kinder ablehnt und auch Cherrycokes Erzählungen misstrauisch gegenübersteht.

## Erzählweise
Mason & Dixon ist sprachlich im Stil des 18. Jahrhunderts gehalten, wobei Pynchon verschiedene Genres der Zeit imitiert. Ein wichtiger Bezugspunkt ist dabei die Sprache der historischen Tagebücher von Charles Mason, die er auch in ihren epocheuntypischen Eigenheiten kopiert. Durchgehend verwendet Pynchon das Vokabular des 18. Jahrhunderts, das auch englischen Muttersprachlern teilweise heute nicht mehr geläufig ist, und die zeitgenössischen Schreibweisen der Vokabeln. In der englischen Originalfassung werden Substantive meistens großgeschrieben. Diese Pastiche wird teilweise für komische Effekte eingesetzt. So verwendet Pynchon heute unbekannte Vokabeln, deren Existenz im Kontext unwahrscheinlich klingt und die moderne Wörter zu parodieren scheinen (etwa das Wort „ketjap“), die jedoch historisch nachweisbar sind.
Während des gesamten Romans überlagern sich mehrere Erzählebenen. In einer Rahmenerzählung, die in der Weihnachtszeit des Jahres 1786 (Masons Todesjahr) in Philadelphia angesiedelt ist, erzählt Reverend Wicks Cherrycoke die Geschichte von Mason und Dixon. Cherrycoke befindet sich dabei in einer ähnlichen Situation wie Scheherazade: Solange er die Kinder der Familie seines Schwagers mit der Geschichte unterhält, genießt er dessen Gastfreundschaft. Noch über dieser Rahmenhandlung steht ein allwissender Erzähler, dessen Erzählstimme sich mit der von Cherrycoke vermischt, was teilweise einen Grad erreicht, an dem die Stimmen ununterscheidbar werden. Zusätzlich sind noch zahllose Erzählungen anderer Figuren in diese Struktur eingewoben.
An vielen Stellen sind historische Dokumente in den Roman integriert. Teilweise handelt es sich dabei um authentische historische Quellen, die Pynchon zutreffend zitiert, teilweise sind die „Dokumente“ aber auch selbst fiktiv. Eine einfache Unterscheidung ist für den Leser dabei oft nicht möglich. Daraus resultiert eine permanente Unsicherheit darüber, ob das gerade Gelesene Fakt oder Fiktion ist, wodurch schließlich auch die Möglichkeit historischen Wissens selbst problematisiert wird. Auch Märchen und Volkssagen werden in dieser Weise verarbeitet und teilweise in großer Breite nacherzählt – so nimmt etwa die Erzählung der Sage vom Lambton-Wurm durch Jeremiah Dixon ein ganzes Kapitel ein. Dieses Stilmittel ist typisch für das Genre der historiografischen Metafiktion, dem Mason & Dixon oft zugerechnet wird.

## Rezeption
Bereits vor seinem Erscheinen erregte der Roman einiges Aufsehen in der Presse. Der Verlag betrieb eine für ein literarisches Werk ungewöhnlich aufwändige Werbekampagne in Zeitungen, Fernsehen und mit öffentlicher Plakatierung, gab aber außer dem Titel und dem späteren Klappentext keine weiteren Informationen preis. Schon ein halbes Jahr vor der Veröffentlichung schrieb Ron Rosenbaum eine „Vorab-Rezension“ im New York Observer, in der er, ausschließlich auf diese Informationen gestützt, einige Überlegungen zum Umgang Pynchons mit dem Thema Mason und Dixon anstellte. Bereits seit der Veröffentlichung von Die Enden der Parabel im Jahr 1973 waren zuvor Gerüchte kursiert, Pynchon arbeite an einem Roman mit diesem Stoff. Mason & Dixon erschien mit einer Anfangsauflage von 200.000 Exemplaren, hielt sich aber dennoch nicht lange in den Bestsellerlisten und konnte die kommerziellen Erwartungen des Verlags nicht erfüllen.
Das Echo in der Presse nach Erscheinen des Romans war überwiegend positiv. Viele Kritiker bescheinigten Pynchon eine Reifung gegenüber seinen früheren Werken. In der Los Angeles Times hob Ted Mooney besonders die psychologische Komplexität der beiden Hauptfiguren hervor, nachdem mangelhafte Figurenzeichnung in der Vergangenheit einer der Hauptkritikpunkte vieler Rezensenten an Pynchon gewesen war. Weniger positive Kritiken betonten vor allem die übertriebene Komplexität des Romans. Pynchons postmoderne Sprachbezogenheit wurde als zu akademisch und letztlich leserunfreundlich angesehen. Auch Pynchons Umgang mit dem Postkolonialismus wurde kritisiert: Michael Berubé warf ihm vor, als „Konsenskritiker des Konsens“ gerade durch seine Porträtierung von Sklaverei, Kolonialismus und Unterdrückung von einem Standpunkt aus, der scheinbar eigenständig, in Wahrheit aber längst vom Mainstream vereinnahmt sei, die Klischees und die nationale Identität Amerikas zu unterstützen, gegen die er scheinbar anschreibe.
Eine breite Rezeption erfuhr Mason & Dixon innerhalb der Literaturwissenschaft. Binnen weniger Jahre erschienen zahlreiche Monografien, Aufsatzsammlungen und Dissertationen, die sich mit dem Roman beschäftigten. Die zweijährliche International Pynchon Conference fand 2004 in Anlehnung an eines der wichtigsten Motive des Romans zum Anlass des Venustransits auf Malta statt.
Eine Adaption des Romans gibt es in der Popmusik: der schottische Gitarrist Mark Knopfler und sein Duettpartner James Taylor schlüpften 2000 auf dem Titelsong von Knopflers Album Sailing to Philadelphia in die Rollen von Mason und Dixon, worauf Knopfler nach eigenen Angaben durch die Lektüre des Romans gebracht wurde.

### Ausgaben
- Thomas Pynchon: Mason & Dixon (deutsch von Nikolaus Stingl). Rowohlt, Reinbek 1999, ISBN 3-498-05292-6
- Thomas Pynchon: Mason & Dixon, Vintage, London 1998, ISBN 0-09-977191-8 (engl. Originalausgabe)

### Sekundärliteratur
- Brooke Horvath, Irving Malin (Hrsg.): Pynchon and Mason & Dixon. Associated University Press, Cranbury/London/Mississauga 2000, ISBN 0-87413-720-9
- Heinz Ickstadt: Haunted by Ghosts of a Dream: Thomas Pynchon's "Mason & Dixon", in: Amerikastudien (1999) 44 no.4, S. 555–568.
- Manfred Kopp: Triangulating Thomas Pynchon's Eighteenth-Century-World: Theory, Structure, and Paranoia in "Mason & Dixon". Die Blaue Eule, Essen 2004, ISBN 3-89924-107-X
- Joakim Sigvardson: Immanence and Transcendence in Thomas Pynchon's "Mason & Dixon". Almquist & Wiksell, Stockholm 2002, ISBN 91-22-01962-6
- Elizabeth Jane Wall Hinds (Hrsg.): The Multiple Worlds of Thomas Pynchon's "Mason & Dixon". Camden House, Rochester/Woodbridge 2005, ISBN 1-57113-318-6